# London Stock Exchange Group
London Stock Exchange Group plc eller LSEG er en britisk børs- og finansinformations-virksomhed med hovedkvarter i City of London. De ejer London Stock Exchange, Refinitiv, LSEG Technology og FTSE Russell. De har majoritetsejerskab i LCH og Tradeweb.
London Stock Exchange blev etableret i Sweeting's Alley i London i 1801.